# 2018-as labdarúgó-világbajnokság-selejtező (CONCACAF)
A 2018-as labdarúgó-világbajnokság észak-amerikai selejtező mérkőzéseit 2015-től 2017-ig játszották le. Összesen 35 válogatott vett részt a selejtezőn. Ebből a zónából három válogatott jutott ki automatikusan a világbajnokságra, a negyedik helyezett csapatnak interkontinentális pótselejtezőt kellett játszania.

## A selejtező lebonyolítása
Az Észak- és Közép-Amerika, Karib-térség selejtező fordulói:
- Első forduló: 14 csapat vett részt (a 22–35. helyen rangsoroltak). A csapatok oda-visszavágós rendszerben mérkőztek, a párosítások győztesei továbbjutottak a második fordulóba.
- Második forduló: 20 csapat vett részt (a 9–21. helyen rangsoroltak és az első forduló 7 továbbjutója). A csapatok oda-visszavágós rendszerben mérkőztek, a párosítások győztesei továbbjutottak a harmadik fordulóba.
- Harmadik forduló: 12 csapat vett részt (a 7–8. helyen rangsoroltak és a második forduló 10 továbbjutója). A csapatok oda-visszavágós rendszerben mérkőztek, a párosítások győztesei továbbjutottak a negyedik fordulóba.
- Negyedik forduló: 12 csapat vett részt (az 1–6. helyen rangsoroltak és a harmadik forduló 6 továbbjutója). A csapatokat három darab négycsapatos csoportba sorsolták, ahol körmérkőzéses oda-visszavágós rendszerben mérkőztek meg egymással. A két csoportgyőztes és a két csoportmásodik továbbjutott az ötödik fordulóba.
- Ötödik forduló: 6 csapat vett részt (a negyedik forduló 6 továbbjutója). A csapatok egy csoportot alkottak, ahol körmérkőzéses oda-visszavágós rendszerben mérkőztek meg egymással. Az első három helyezett kijutott a világbajnokságra, a negyedik helyezett interkontinentális pótselejtezőn vett részt.

## Rangsor
Mind a 35 CONCACAF-tagország részt vett a selejtezőn. A rangsort a 2014 augusztusi FIFA-világranglista alapján alakították ki, amelyek az alábbi táblázatban zárójelben olvashatók.
| Kiemelve a 4. fordulóba (1–6. helyezettek)                                                                                  | Kiemelve a 3. fordulóba (7–8. helyezettek) | Kiemelve a 2. fordulóba (9–21. helyezettek) | 1. forduló résztvevői (22–35. helyezettek) |
| --- | ------------------------------------------ | --- | --- |
| 1. Costa Rica (15.) 2. Mexikó (17.) 3. Egyesült Államok (18.) 4. Honduras (43.) 5. Panama (63.) 6. Trinidad és Tobago (80.) | 1. Jamaica (85.) 2. Haiti (117.)           | 1. Kanada (122.) 2. Kuba (124.) 3. Aruba (124.) 4. Dominikai Köztársaság (126.) 5. Salvador (127.) 6. Suriname (131.) 7. Guatemala (134.) 8. Saint Vincent és a Grenadine-szigetek (134.) 9. Saint Lucia (138.) 10. Grenada (142.) 11. Antigua és Barbuda (149.) 12. Guyana (153.) 13. Puerto Rico (155.) | 1. Saint Kitts és Nevis (159.) 2. Belize (162.) 3. Montserrat (165.) 4. Dominikai Közösség (168.) 5. Barbados (169.) 6. Bermuda (173.) 7. Nicaragua (175.) 8. Turks- és Caicos-szigetek (181.) 9. Curaçao (182.) 10. Amerikai Virgin-szigetek (191.) 11. Bahama-szigetek (193.) 12. Kajmán-szigetek (197.) 13. Brit Virgin-szigetek (201.) 14. Anguilla (207.) |

## Első forduló
A sorsolást 2015. január 15-én 19:40-től (EST, UTC−5) tartották Miami Beachben, Floridában, az Egyesült Államokban. A párosítások győztesei a második fordulóba jutottak.
| 1. csapat            | Össz.Tooltip Aggregate score | 2. csapat                 | 1. mérk. | 2. mérk. |
| -------------------- | ---------------------------- | ------------------------- | -------- | -------- |
| Bahama-szigetek      | 0–8                          | Bermuda                   | 0–5      | 0–3      |
| Brit Virgin-szigetek | 2–3                          | Dominikai Közösség        | 2–3      | 0–0      |
| Barbados             | 4–1                          | Amerikai Virgin-szigetek  | 0–1      | 4–0      |
| Saint Kitts és Nevis | 12–4                         | Turks- és Caicos-szigetek | 6–2      | 6–2      |
| Nicaragua            | 8–0                          | Anguilla                  | 5–0      | 3–0      |
| Belize               | 1–1 (i.g.)                   | Kajmán-szigetek           | 0–0      | 1–1      |
| Curaçao              | 4–3                          | Montserrat                | 2–1      | 2–2      |

1. ↑  A sorsoláshoz képest a pályaválasztói jogot felcserélték.

## Második forduló
A sorsolást 2015. január 15-én 19:40-től (EST, UTC−5) tartották Miami Beachben, Floridában, az Egyesült Államokban. A párosítások győztesei a harmadik fordulóba jutottak.
| 1. csapat                             | Össz.Tooltip Aggregate score | 2. csapat   | 1. mérk. | 2. mérk. |
| ------------------------------------- | ---------------------------- | ----------- | -------- | -------- |
| Saint Vincent és a Grenadine-szigetek | 6–6 (i.g.)                   | Guyana      | 2–2      | 4–4      |
| Antigua és Barbuda                    | 5–4                          | Saint Lucia | 1–3      | 4–1      |
| Puerto Rico                           | 1–2                          | Grenada     | 1–0      | 0–2      |
| Dominikai Közösség                    | 0–6                          | Kanada      | 0–2      | 0–4      |
| Dominikai Köztársaság                 | 1–5                          | Belize      | 1–2      | 0–3      |
| Guatemala                             | 1–0                          | Bermuda     | 0–0      | 1–0      |
| Aruba                                 | 3–2                          | Barbados    | 0–2      | 3–0      |
| Saint Kitts és Nevis                  | 3–6                          | Salvador    | 2–2      | 1–4      |
| Curaçao                               | 1–1 (i.g.)                   | Kuba        | 0–0      | 1–1      |
| Nicaragua                             | 4–1                          | Suriname    | 1–0      | 3–1      |

1. ↑  A sorsoláshoz képest a pályaválasztói jogot felcserélték.
2. ↑  A második mérkőzést Hadan Holligan jogosulatlan szerepeltetése miatt a FIFA 3–0-s gólaránnyal Arubának ítélte.

## Harmadik forduló
Ebben a fordulóban csatlakozott:
- Jamaica
- Haiti

A sorsolást 2015. július 25-én tartották Szentpéterváron.
A csapatok oda-visszavágós rendszerben mérkőztek, a párosítások győztesei továbbjutottak a negyedik fordulóba.
| 1. csapat                             | Össz.Tooltip Aggregate score | 2. csapat | 1. mérk. | 2. mérk. |
| ------------------------------------- | ---------------------------- | --------- | -------- | -------- |
| Curaçao                               | 0–2                          | Salvador  | 0–1      | 0–1      |
| Kanada                                | 4–1                          | Belize    | 3–0      | 1–1      |
| Grenada                               | 1–6                          | Haiti     | 1–3      | 0–3      |
| Jamaica                               | 4–3                          | Nicaragua | 2–3      | 2–0      |
| Saint Vincent és a Grenadine-szigetek | 3–2                          | Aruba     | 2–0      | 1–2      |
| Antigua és Barbuda                    | 1–2                          | Guatemala | 1–0      | 0–2      |

## Negyedik forduló
A csapatokat három darab négycsapatos csoportba sorsolták, ahol körmérkőzéses oda-visszavágós rendszerben mérkőztek meg egymással. A két csoportgyőztes és a két csoportmásodik továbbjutott az ötödik fordulóba. A sorsolást 2015. július 25-én tartották Szentpéterváron, Oroszországban.
Ebben a fordulóban csatlakozott:
- Costa Rica
- Mexikó
- Egyesült Államok
- Honduras
- Panama
- Trinidad és Tobago

### A csoport
| Hely. | Csapat   | M | Gy | D | V | G+ | G– | Gk  | P  | Továbbjutás                  |     | Mexikó | Honduras | Kanada | Salvador |
| ----- | -------- | - | -- | - | - | -- | -- | --- | -- | ---------------------------- | --- | ------ | -------- | ------ | -------- |
| 1.    | Mexikó   | 6 | 5  | 1 | 0 | 13 | 1  | +12 | 16 | Továbbjutott az 5. fordulóba |     | —      | 0–0      | 2–0    | 3–0      |
| 2.    | Honduras | 6 | 2  | 2 | 2 | 6  | 6  | 0   | 8  | Továbbjutott az 5. fordulóba |     | 0–2    | —        | 2–1    | 2–0      |
| 3.    | Kanada   | 6 | 2  | 1 | 3 | 5  | 8  | −3  | 7  |                              |     | 0–3    | 1–0      | —      | 3–1      |
| 4.    | Salvador | 6 | 0  | 2 | 4 | 4  | 13 | −9  | 2  |                              | 1–3 | 2–2    | 0–0      | —      |          |

### B csoport
| Hely. | Csapat     | M | Gy | D | V | G+ | G– | Gk | P  | Továbbjutás                  |     | Costa Rica | Panama | Haiti | Jamaica |
| ----- | ---------- | - | -- | - | - | -- | -- | -- | -- | ---------------------------- | --- | ---------- | ------ | ----- | ------- |
| 1.    | Costa Rica | 6 | 5  | 1 | 0 | 11 | 3  | +8 | 16 | Továbbjutott az 5. fordulóba |     | —          | 3–1    | 1–0   | 3–0     |
| 2.    | Panama     | 6 | 3  | 1 | 2 | 7  | 5  | +2 | 10 | Továbbjutott az 5. fordulóba |     | 1–2        | —      | 1–0   | 2–0     |
| 3.    | Haiti      | 6 | 1  | 1 | 4 | 2  | 4  | −2 | 4  |                              |     | 0–1        | 0–0    | —     | 0–1     |
| 4.    | Jamaica    | 6 | 1  | 1 | 4 | 2  | 10 | −8 | 4  |                              | 1–1 | 0–2        | 0–2    | —     |         |

### C csoport
| Hely. | Csapat                                | M | Gy | D | V | G+ | G– | Gk  | P  | Továbbjutás                  |     | Amerikai Egyesült Államok | Trinidad és Tobago | Guatemala | Saint Vincent és a Grenadine-szigetek |
| ----- | ------------------------------------- | - | -- | - | - | -- | -- | --- | -- | ---------------------------- | --- | ------------------------- | ------------------ | --------- | ------------------------------------- |
| 1.    | Egyesült Államok                      | 6 | 4  | 1 | 1 | 20 | 3  | +17 | 13 | Továbbjutott az 5. fordulóba |     | —                         | 4–0                | 4–0       | 6–1                                   |
| 2.    | Trinidad és Tobago                    | 6 | 3  | 2 | 1 | 13 | 9  | +4  | 11 | Továbbjutott az 5. fordulóba |     | 0–0                       | —                  | 2–2       | 6–0                                   |
| 3.    | Guatemala                             | 6 | 3  | 1 | 2 | 18 | 11 | +7  | 10 |                              |     | 2–0                       | 1–2                | —         | 9–3                                   |
| 4.    | Saint Vincent és a Grenadine-szigetek | 6 | 0  | 0 | 6 | 6  | 34 | −28 | 0  |                              | 0–6 | 2–3                       | 0–4                | —         |                                       |

## Ötödik forduló
A csapatok egy csoportot alkottak, ahol körmérkőzéses oda-visszavágós rendszerben mérkőztek meg egymással. Az első három helyezett kijutott a világbajnokságra, a negyedik helyezett interkontinentális pótselejtezőn vett részt.
| Hely. | Csapat             | M  | Gy | D | V | G+ | G– | Gk  | P  | Továbbjutás                                   |     | Mexikó | Costa Rica | Panama | Honduras | Amerikai Egyesült Államok | Trinidad és Tobago |
| ----- | ------------------ | -- | -- | - | - | -- | -- | --- | -- | --------------------------------------------- | --- | ------ | ---------- | ------ | -------- | ------------------------- | ------------------ |
| 1.    | Mexikó             | 10 | 6  | 3 | 1 | 16 | 7  | +9  | 21 | Kijutott a 2018-as labdarúgó-világbajnokságra |     | —      | 2–0        | 1–0    | 3–0      | 1–1                       | 3–1                |
| 2.    | Costa Rica         | 10 | 4  | 4 | 2 | 14 | 8  | +6  | 16 | Kijutott a 2018-as labdarúgó-világbajnokságra |     | 1–1    | —          | 0–0    | 1–1      | 4–0                       | 2–1                |
| 3.    | Panama             | 10 | 3  | 4 | 3 | 9  | 10 | −1  | 13 | Kijutott a 2018-as labdarúgó-világbajnokságra |     | 0–0    | 2–1        | —      | 2–2      | 1–1                       | 3–0                |
| 4.    | Honduras           | 10 | 3  | 4 | 3 | 13 | 19 | −6  | 13 | Interkontinentális pótselejtező               |     | 3–2    | 1–1        | 0–1    | —        | 1–1                       | 3–1                |
| 5.    | Egyesült Államok   | 10 | 3  | 3 | 4 | 17 | 13 | +4  | 12 |                                               |     | 1–2    | 0–2        | 4–0    | 6–0      | —                         | 2–0                |
| 6.    | Trinidad és Tobago | 10 | 2  | 0 | 8 | 7  | 19 | −12 | 6  |                                               | 0–1 | 0–2    | 1–0        | 1–2    | 2–1      | —                         |                    |

## Interkontinentális pótselejtező
Az ötödik helyezett csapatnak interkontinentális pótselejtezőt kellett játszania.
Az alábbi négy helyen végző válogatottak játszanak pótselejtezőt:
- ázsiai 5. helyezett
- észak-amerikai 4. helyezett
- dél-amerikai 5. helyezett
- óceániai csoport győztese

A párosításról sorsolás döntött, melyet 2015. július 25-én tartottak Szentpéterváron. A dél-amerikai ötödik helyezett csapat az óceániai csoport győztesével játszott. A párosítás győztese jutott ki 2018-as labdarúgó-világbajnokságra.
Az interkontinentális pótselejtezőkre 2017. november 6-án és 14-én került sor.
| 1. csapat | Össz.Tooltip Aggregate score | 2. csapat  | 1. mérk. | 2. mérk. |
| --------- | ---------------------------- | ---------- | -------- | -------- |
| Honduras  | 1–3                          | Ausztrália | 0–0      | 1–3      |